# Buckhannon
La ville de Buckhannon est le siège du comté d'Upshur, dans l’État de Virginie-Occidentale, aux États-Unis.
La ville doit son nom à la rivière Buckhannon (en). Buckhannon ferait référence à un missionnaire ayant exploré la région (John Buchannon) ou à un chef indien delaware (Buck-on-ge-ha-non),.